# ニコラス・ハーサニー
ニコラス・ハーサニー（Nicholas Harsanyi, 1913年12月13日 - 1987年7月19日）は、オーストリア＝ハンガリー帝国出身の指揮者。
オーストリア＝ハンガリー帝国領ブダペストにミクローシュ・ハルシャーニー(Miklós Harsányi)として生まれる。ブダペスト音楽院に学び、1938年に交換研究員としてアメリカのプリンストン大学に就職し、そのままアメリカ市民権を獲得した。また第二次世界大戦中はアメリカ陸軍で兵役もこなしている。戦後はフェリ・ロートの主催する弦楽四重奏団のヴィオラ奏者として活動する傍らでトレントン交響楽団やインターロッケン芸術アカデミーのオーケストラ等を指揮し、1970年にはノース・カロライナ・スクール・オブ・ザ・アーツ大学の音楽学部長になった。1979年にタラハシーに移住し、1981年からタラハシー交響楽団を結成して首席指揮者を務めた。
タラハシーにて心臓発作のために亡くなった。